# Celin Bizet
Celin Bizet, född den 24 oktober 2001 i Frogner, Akershus, är en norsk fotbollsspelare.

## Biografi
Celin Bizet inledde sin seniorkarriär i det norska laget Skedsmo FK 2016. Hon har även spelat för Vålerenga Fotball Damer innan hon 2021 värvades av Paris Saint-Germain. 2022 kontrakterades hon av Tottenham Hotspur och 2024 värvarades hon av Manchester United. Hon har även representerat det norska damlandslaget där hon debuterade 2021.